# Qaplan II Giray
Qaplan o Kaplan II Giray (1739 - 1771) fou kan de Crimea.
Fou designat nureddin (segon hereu) el 1768/1769 i va pujar al tron el febrer de 1770. Va nomenar com a khalgay a Islam Giray i com a nureddin a Bakht Giray.
Va enviar al seu kalghay (hereu) i al seu nureddin (segon hereu) a defensar Crimea contra l'atac rus mentre ell romania a Moldàvia, a Jassy, on manava 80.000 homes i dirigia la campanya otomana contra els russos per orde del gran visir İvazzade Halil Pasha, dominant una forta posició al Prut que semblava inexpugnable, però no va poder resistir a l'artilleria russa i es va haver de retirar a Kalchi i el general Rumyantsev (Rumanzev) va creuar el Prut i va derrotar les forces otomanes i crimeanes; el kan no va poder organitzar un contraatac per la indisciplina de les tropes. Els russos van ocupar Kiliya, Bender i Izmail i els nogais se'ls van unir al Budjak abandonat la lleialtat a Turquia.
Assetjat a Özu (Okzakov) va poder sortir i arribar a Crimea on a l'estiu el kalghay i l'otomà Ibrahim Pasha van poder rebutjar als russos a Or-kapi després Perekop; els caps tribals de Crimea (mirzes) no participaven en la lluita i estaven a l'aguait del que passava per fer com els nogais i passar-se als russos si les coses anaven mal dades; els otomans asseguraven que aquesta política tenia el suport del kan i encara que no era cert, fou destituït el novembre de 1770 sent efectiva el febrer de 1771. El va succeir Selim III Giray.
Va morir el juliol de 1771 de pesta.